# Forumske terme u Pompejima
Forumske terme (tal. Terme del Forotakođer zvane tal. Terme della Fortuna),termalni su kompleks iz rimskog doba, zatrpan erupcijom Vezuva 79. godine i ponovno otkriven nakon arheoloških iskapanja drevnih Pompeja: ime su dobili po svojoj blizini foruma.

## Povijest
Terme del Foro sagrađene su u 1. stoljeće pr. Kr.,:str. 49. ubrzo nakon što dsu Rimljani osvojili grad, dakle oko 80. pr. Kr. To se može zaključiti kako iz tehnike gradnje, tj. u opus reticulatum, tako i iz otkrića epigrafa (iako nije sigurno da potječe iz termi) u kojima su imena graditelja od 'zgrade'; ploča glasi:
Terme su obnovljene u julijsko-klaudijevsko doba i nakon potresa u Pompejima 62. godine, kada su ostale jedine aktivne u gradu, budući da su pretrpjele malu štetu; zatim su zatrpane pepelom i lapilom u erupciji Vezuva 79. godine, a ponovno su ugledale svjetlo dana zahvaljujući iskapanjima istraživača Burbona 1823.

## Opis
Terme su podijeljene u dva dijela, ženski i muški, s odvojenim ulazima. Jedini element spajanja predstavlja praefurnij, gdje su bila smještena tri kotla za zagrijavanje vode i posljedično stvaranje pare iz koje se zatim prenosila na dva kaldarija, kroz sustav tegulae mammatae, dok su prozračivanje osiguravali dimnjaci otvoreni na krovu:str. 49.
Ženski odjel ima pristup duž via delle Terme i vodi izravno u svlačionicu: ovdje nema niša u kojima se obično skladištila odjeća i stoga se može zaključiti o prisutnosti drvenih ormarića; zatim slijedi frigidarij, tepidarij i kaldarij s bazenom i labrumom, od kojih je pronađena samo baza.  Sa stražnje strane ženskog kupatila nalazi se malo dvorište u kojem se nalaze ostaci sunčanog sata ugrađenog na stup u opus reticulatum:str. 50. i stubište koje je vodilo na krov kalidarija.
Muški odjel ima tri ulaza: jedan duž via delle Terme, koji vodi izravno u svlačionicu, jedan duž via del Foro, u kojem je pronađeno preko pet stotina uljanica, sačuvanih u Nacionalnom arheološkom muzeju u Napulju, koje su se koristile za osvijetlite sobe, jer su se one uglavnom posjećivale u večernjim satima, i drugu, također duž via della Terme; posljednja dva ulaza vode u dvorište, koje nije služilo kao dvorana, a koje je u moderno doba nekoliko godina korišteno kao restoran za turiste, s trijemovima sa strane: duž sjeverne i zapadne strane stupovi su u dorskom stilu, dok se duž na istočnoj strani nalaze lukovi od sedre koji se oslanjaju na stupove od opeke; u hodniku duž sjeverne strane otvara se i oecus. Svlačionici se također može pristupiti iz dvorišta: ona ima redove sjedala duž tri od četiri zida, bačvasti svod, pod od mozaika s bijelim pločicama okružen crnim pojasom, podove tipične i za ostale sobe, te prozor. ispod koje se nalazi štukatura koja prikazuje boga Okeana;:str. 51. svlačionica vodi u prostoriju koja je služila kao depozit za pomasti, u frigidarij i tepidadij. Frigidarij, izvorno korišten kao lakonikum, kružnog je oblika, sa središnjim bazenom obloženim mramorom i četiri niše duž zidova, freskama s vrtnim prizorima na žutoj pozadini, ukrašenim crvenom štukaturom, na kojoj se utrkuju kupidi i kola; okolina je zatvorena kupolom, otvorenom u južnom dijelu, kako bi se omogućio ulazak svjetla.:str. 51. Tepidarij, grijan žeravnicom, a ne tehnikom concameratio, unatoč obnovi nakon potresa 62. godine, na južnoj strani čuva tri klupe poduprte životinjskim nogama s goveđim glavama i žeravnicu ukrašenu kravom, sve ponuđeno na dar bogati kapuanski trgovac, Marcus Nigidius Vaccula: arhitrav podupiru telamoni, ponekad goli ili prekriveni životinjskim kožama, u terakoti, dok bačvasti svod ima ukrase od štukature, reproducirajući Ganimeda kojeg je oteo orao, Apolon jaše na grifonu i putto s lukom. Tepidarij vodi do kaldarija: on ima mramorni bazen na sjevernoj strani, dok je labrum na južnoj strani, s apsidalnim zidom, na rubu kojeg su u bronci uklesana imena donatora i cijena:
Prostorija također ima hipokaust i concameratio ; zidni ukrasi su u žutoj boji isprekidani stupovima i frizom u ljubičastoj boji, dok svod, još uvijek netaknut, ima utor za odvođenje vode iz para.
Duž via delle Terme, uz suprotnu stranu ceste od ulaza u kupalište, nalazi se cisterna duga petnaest, široka pet metara i još devet, kapaciteta preko četiri stotine trideset tisuća litara, sagrađena u isto razdoblje kao kupke i koje su opskrbljivale kompleks tijekom sušnih razdoblja; štoviše, prije spajanja na akvadukt Serino, drugi način opskrbe bio je bunar, smješten unutar praefurniuma.

## Vanjske poveznice
|  | Zajednički poslužitelj ima još gradiva o temi Forumske terme u Pompejima |